# Martin Sinn
Martin Sinn – austriacki bokser, złoty medalista  Mistrzostw Austrii 1996 w kategorii średniej, w St. Pölten oraz ćwierćfinalista 15. edycji Pucharu Kopenhagi w roku 1994. Podczas pucharu Kopenhagi przegrał w ćwierćfinale z reprezentantem Szwecji Andreasem Bredlerem, któremu uległ wyraźnie na punkty (0:12).